# Demiricous
Demiricous ist eine US-amerikanische Death- und Thrash-Metal-Band aus Indianapolis, Indiana, die im Jahr 2001 gegründet wurde.

## Geschichte
Die Band wurde an Halloween 2001 von Bassist und Sänger Nate Olp, Gitarrist Scott Wilson und Schlagzeuger Chris Cruz gegründet. Ein halbes Jahr später kam Ben Parrish (Ex-Upheaval) als zweiter Gitarrist zur Band. Zusammen entwickelten sie die ersten Lieder und veröffentlichten in den Folgejahren zwei Demos. Dadurch erreichte die Band einen Vertrag mit Metal Blade Records und veröffentlichte 2006 ihr Debütalbum One (Hellbound). Danach folgten diverse Live-Auftritte mit Bands wie Exodus, King Diamond und Malevolent Creation. Schlagzeuger Chris Cruz stieg kurz darauf aus und wurde für eine Tour mit Himsa und Ringworm durch Mike Rafferty (Brand New Sin) ersetzt. Danach folgten weitere Auftritte mit Nodes of Ranvier, If Hope Dies und Still Remains. Ende Oktober desselben Jahres trat die Band zusammen mit Vital Remains, Grave und Dismember in Nordamerika auf. Danach begannen die Arbeiten zu einem weiteren Album, wobei nun Dustin Boltjes das Schlagzeug spielte. Das Album wurde im Oktober 2007 veröffentlicht und von Erik Rutan (Morbid Angel, Hate Eternal) abgemischt.

## Stil
Die Band spielt eine aggressive Mischung aus Thrash- und Death-Metal, wobei die Musik teilweise sehr stark der von Slayer ähnelt.

## Diskografie
- 2003: Demo Anno 2003 (Demo, Eigenveröffentlichung)
- 2004: Demo Anno 2004 (Demo, Eigenveröffentlichung)
- 2006: One (Hellbound) (Album, Metal Blade Records)
- 2007: Two (Poverty) (Album, Metal Blade Records)
- 2011: Demo (Demo, Eigenveröffentlichung)